# Kamren Larsen
Kamren Larsen (28 de octubre de 1999) es un deportista estadounidense que compite en ciclismo en la modalidad de BMX. En los Juegos Panamericanos de 2023 obtuvo una medalla de oro en la prueba individual.

## Palmarés internacional
| Juegos Panamericanos | Juegos Panamericanos | Juegos Panamericanos | Juegos Panamericanos |
| Año                  | Lugar                | Medalla              | Competición          |
| -------------------- | -------------------- | -------------------- | -------------------- |
| 2023                 | Santiago (Chile)     | Medalla de oro       | Carrera              |